# Martinair
Martinair är ett nederländskt flygbolag som grundades 1958. Till och med år 2011 flög man flygningar med passagerare för att senare bara flyga frakt. Anropssignalen är Martinair. Idag flyger flygbolaget med en enda Boeing 747-400BCF.

## Flotta

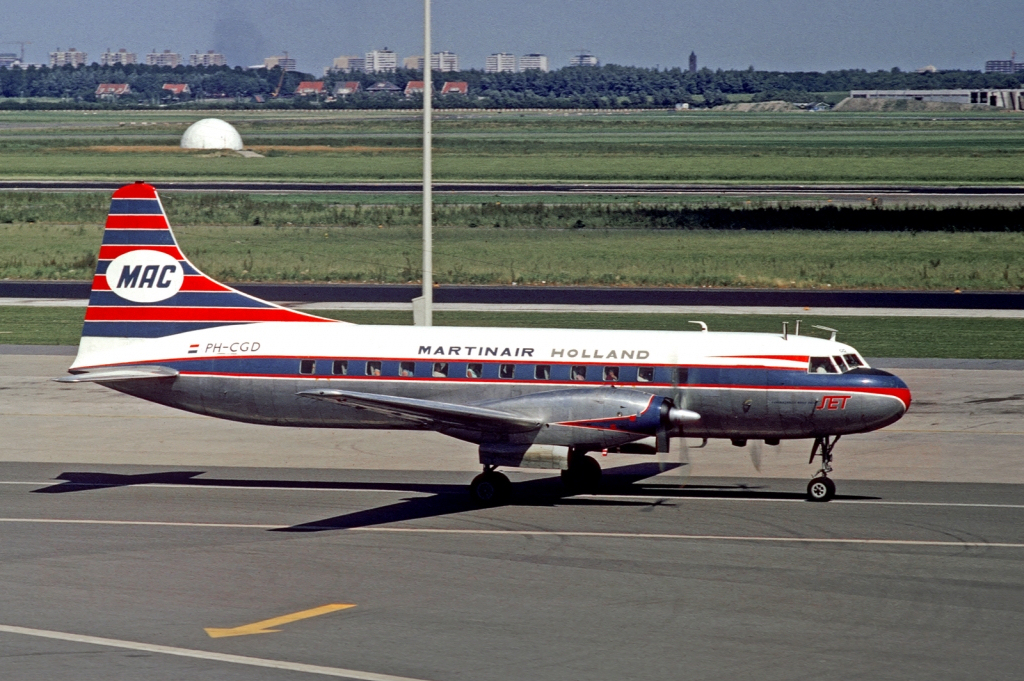
Martinair Convair CV-640, 1968

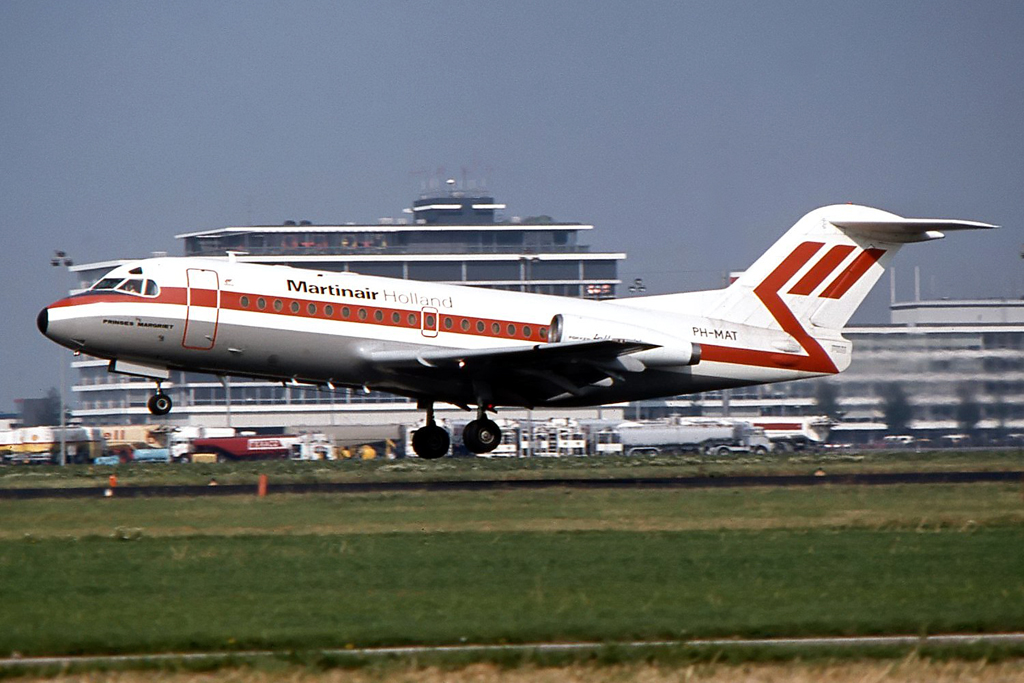
Martinair Fokker F28-1000, Amsterdam

Martinair har tidigare flugit bl.a.:
- Airbus A310
- Airbus A320
- Boeing 737
- Boeing 747-200
- Boeing 757
- Boeing 767
- Convair CV-440
- Convair CV-640
- de Havilland Dove
- De Havilland Heron
- Dornier 228
- Douglas DC-3/C-47
- Douglas DC-4
- Douglas DC-6
- Douglas DC-7
- Douglas DC-8
- Douglas DC-9-30
- Embraer EMB 120 Brasilia
- Fokker F28-1000
- Fokker 70
- Lockheed L-188C Electra
- Douglas DC-9-82
- McDonnell Douglas DC-10
- McDonnell Douglas MD-11